# Эрзурум (вилайет)

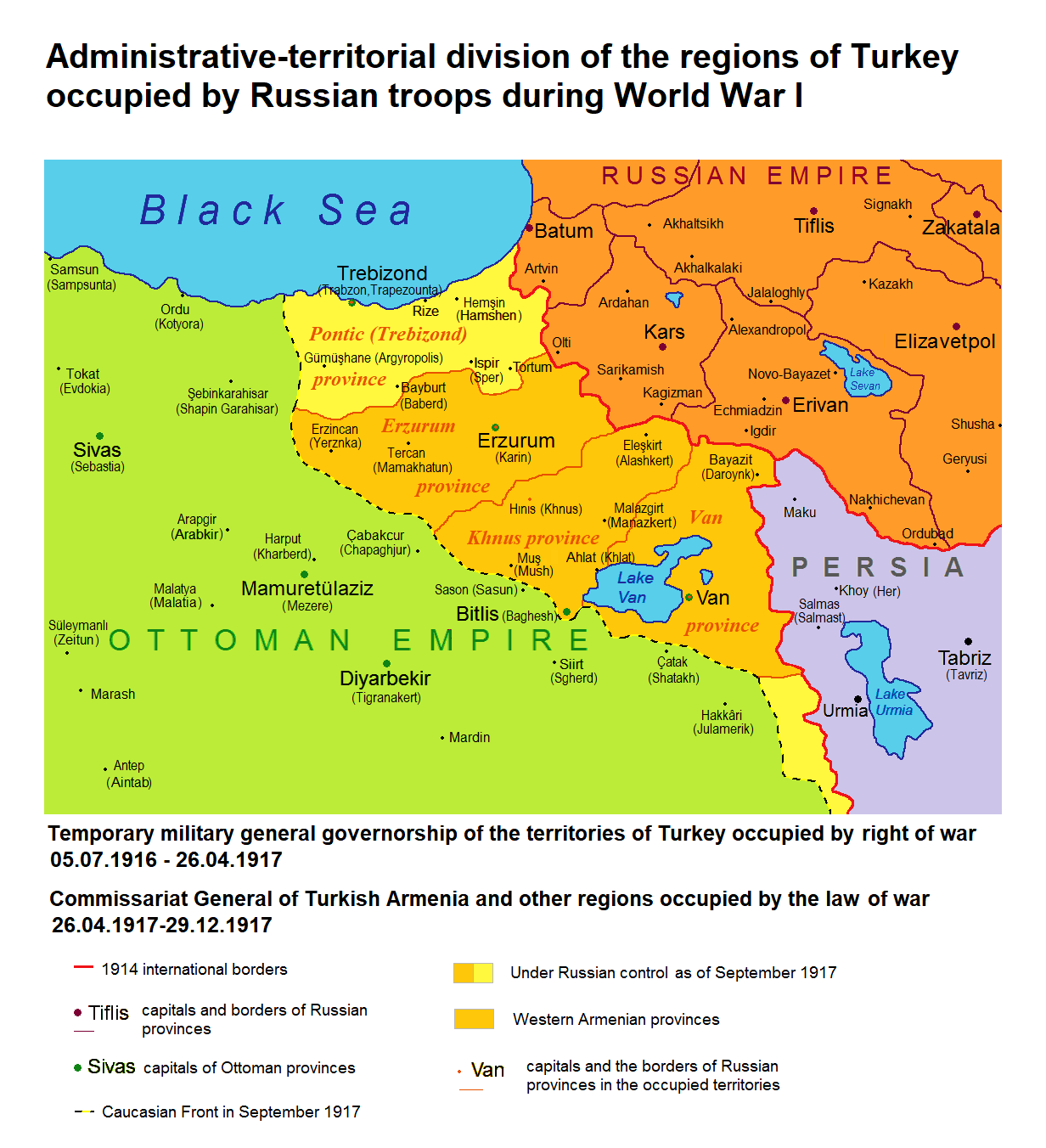
Временное военное генерал-губернаторство территорий Турции, занятых по праву войны (05.07.1916-26.04.1917), Генеральный комиссариат Турецкой Армении и территорий Турции, занятых по праву войны (26.04.1917-29.12.1917).

Вилайет Эрзурум находился на северо-востоке Османской империи, в Западной Армении, один из шести армянских вилайетов Османской империи. Площадь вилайета составляла 76 тысяч 700 квадратных километров.

## История
Эялет Эрзурум был одной из первых османских провинций, ставших вилайетом после административной реформы 1865 года, а к 1867 году он был преобразован в Эрзурумский вилайет. В 1875 году он был разделён на 6 вилайетов: Эрзурум, Ван, Хаккари, Битлис, Хозат и Карс-Чилдир. В 1888 году по решению султана вилайет Хаккари был присоединён к вилайету Ван, а Хозат — к вилайету Мамурет-уль-Азиз.
После русско-турецкой войны 1877—1878 годов Карс и Чылдыр перешли в состав Российской империи, где на их месте была образована Карсская область.
В октябре 1877 года на территории Эрзерумского и Баязетского санджаков, занятых русскими войсками, было образовано военное губернаторство — Эрзерумская область. Военным губернатором был назначен генерал-майор Шелковников. По результатам Берлинского конгресса 1878 года эта территория была возвращена Турции.
Административно-территориальное деление вилайета в начале двадцатого века:
1. Санджак Эрзурум — 10 каз: Эрзурум, Пасинлер, Байбурт, Испир, Терджан, Тортум, Юсуфели, Кигы, Нарман, Хыныс.
2. Санджак Эрзинджан — 5 каз: Эрзинджан, Пюлюмюр, Рефахийе, Илич, Кемах.
3. Санджак Баязет — 5 каз: Баязет, Элешкирт, Диядин, Тутак, Агры).

Во время Первой мировой войны в 1915—1916 году русская Кавказская армия завоевала почти всю территорию Эрзурумского вилайета. На занятой русскими войсками во время Первой мировой войны территории Османской империи согласно утверждённому 5 июня 1916 года императором Николаем II «Временному положению по управлению территориями Турции, занятыми по праву войны» было создано временного военное генерал-губернаторство, которое разделялось на четыре области: Ванскую, Хнусскую, Эрзрумскую и Понтийскую (Трапезундскую), которые в свою очередь, разделялись на 29 округов. Таким образом из бывшего Эрзерумского вилайета Тортум и Байбурт (Баберд) были включены в Понтийскую область; Эрзурум (Карин), Эрзинджан (Ерзнка), Терджан (Мамахатун) — в Эрзрумскую область; Хыныс (Хнус) и Элешкирт (Алашкерт) — в Хнусскую область; Баязет (Даройнк) — в Ванскую область.

## Население
По переписи 1844 года, 82 % населения вилайета составляли армяне. Однако уже по переписи 1893 года (вилайет состоял из 19 каз) во всех казах преобладали мусульмане. Наименьший процент мусульман (64 %) был в казе Хыныс. Большинство протестантов и католиков были этнические армяне. Подобное принципиальное изменение в этническом составе вилайета большинство авторов объясняют манипуляцией цифрами со стороны правительства Османской империи, связанной с требованием мировых держав предоставить Армении автономию. Предварительные результаты первой османской переписи 1885 года (опубликованной в 1908 году) дали численность населения 645 702 человека. Точность данных о численности населения варьируется от «приблизительной» до «чисто предположительной» в зависимости от региона, из которого они были собраны. До Первой мировой войны в вилайете проживало значительное количество армян, мусульман, а также малое количество грузин, понтийских греков и кавказских греков, других этнических групп, как мусульманских (в основном суннитов), так и христианских (в основном апостольских армян).
| Население санджаков в тысячах по Османской переписи 1893 года |         |        |           |        |
| Группы                                                        | Эрзурум | Баязет | Эрзинджан | Вместе |
| Мусульмане                                                    | 312,2   | 47,4   | 85,9      | 445,5  |
| Апостольские армяне                                           | 73,9    | 8,3    | 19        | 101,2  |
| Католики                                                      | 5,4     | 1,3    | -         | 6,7    |
| Протестанты                                                   | 1,7     | 0,1    | 0,2       | 2      |
| Православные                                                  | 1,5     | -      | 2         | 3,5    |
| Другие                                                        | 0,2     | -      | -         | 0,2    |
| Все                                                           | 394,9   | 57,1   | 107,1     | 559    |

| Общие данные по санджакам, по переписи, опубликованной Константинопольским патриархатом в 1912 году |                 |                 |                   |             |
| Категории                                                                                           | Карин (Эрзерум) | Пайсет (Баязет) | Ерзнка (Эрзиджан) | Общее число |
| Число армян                                                                                         | 138 526         | 26 251          | 37 608            | 202 385     |
| Число армянских деревень                                                                            | 302             | 57              | 66                | 425         |
| Число действующих армянских церквей                                                                 | 211             | 49              | 103               | 363         |
| Число обитаемых армянских монастырей                                                                | 34              | 21              | 35                | 90          |
| Число армянских школ                                                                                | 211             | 25              | 61                | 297         |
| Число учеников армянских школ                                                                       | 13 769          | 1844            | 5695              | 21 308      |

| Данные по Эрзерумскому санджаку по переписи, опубликованной Константинопольским патриархатом в 1912 году |                 |        |        |         |                  |      |        |        |        |                  |             |
| Категории                                                                                                | Карин (Эрзурум) | Хнус   | Кги    | Терджан | Баберд (Байбурд) | Спер | Тортум | Кескин | Нарман | Басен (Пасинлар) | Общее число |
| Число армян                                                                                              | 37 480          | 21 382 | 19 859 | 11 690  | 17 060           | 2602 | 2829   | 8136   | 748    | 16 740           | 138 526     |
| Число армянских деревень                                                                                 | 53              | 25     | 51     | 41      | 30               | 17   | 13     | 13     | 2      | 57               | 302         |
| Число действующих армянских церквей                                                                      | 43              | 21     | 45     | 36      | 5                | 17   | 14     | -      | 2      | 16               | 211         |
| Число обитаемых армянских монастырей                                                                     | 3               | 4      | 5      | 2       | 3                | 1    | 1      | -      | -      | 1                | 34          |
| Число армянских школ                                                                                     | 52              | 17     | 63     | 27      | 9                | 13   | 3      | 5      | 2      | 20               | 211         |
| Число учеников армянских школ                                                                            | 6355            | 871    | 2925   | 1187    | 844              | 487  | -      | -      | 160    | 940              | 13 769      |

| Данные по санджаку Эрзиджан, по переписи, опубликованной Константинопольским патриархатом в 1912 году |                   |                    |       |         |          |             |
| Категории                                                                                             | Ерзнка (Эрзиджан) | Боломор (Пйулумур) | Кемах | Куручай | Керчанис | Общее число |
| Число армян                                                                                           | 25 795            | 862                | 6392  | 2989    | 1570     | 37 608      |
| Число армянских деревень                                                                              | 38                | 4                  | 15    | 6       | 3        | 66          |
| Число действующих армянских церквей                                                                   | 53                | 4                  | 37    | 6       | 3        | 103         |
| Число обитаемых армянских монастырей                                                                  | 24                | 3                  | 6     | -       | 2        | 35          |
| Число армянских школ                                                                                  | 37                | 3                  | 13    | 5       | 3        | 61          |
| Число учеников армянских школ                                                                         | 3863              | 1033               | 802   | -       | -        | более 5695  |

| Данные по санджаку Баязет, по переписи, опубликованной Константинопольским патриархатом в 1912 году |        |        |            |                     |            |             |
| Категории                                                                                           | Баязет | Диадин | Каракилиса | Алашкерт (Элешкирт) | Топраккале | Общее число |
| Число армян                                                                                         | 4884   | 1649   | 8180       | 9914                | 1624       | 26 251      |
| Число армянских деревень                                                                            | 5      | 8      | 12         | 12                  | 20         | 57          |
| Число действующих армянских церквей                                                                 | 14     | 6      | 9          | 13                  | 7          | 49          |
| Число обитаемых армянских монастырей                                                                | 8      | 11     | 1          | 1                   | -          | 21          |
| Число армянских школ                                                                                | 6      | 2      | 4          | 11                  | 2          | 25          |
| Число учеников армянских школ                                                                       | 684    | 200    | -          | 960                 | -          | 1844        |